# Cartilagini accessorie del naso
Esistono numerose cartilagini accessorie del naso, di norma tutte pari.
Si distinguono le cartilagini alari minori, che vanno da una a tre per lato, che continuano, posteriormente, la branca laterale della cartilagine alare maggiore, fino all'incisura nasale della mascella addietro.
Le cartilagini sesamoidee, molto variabili,  si interpongono negli spazi tra la cartilagine alare maggiore e quella laterale del naso.
La cartilagine vomero-nasale, si interpone tra il margine postero-inferiore della cartilagine del setto e il margine anteriore del vomere, a partire dalla spina nasale anteriore andando indietro. È in rapporto con l'organo omonimo.